# Alena Mejzlíková-Kyselicová
Alena Mejzlíková-Kyselicová (* 14. listopadu 1957 Trenčianske Teplice, Československo) je bývalá československá pozemní hokejistka, držitelka stříbrné medaile z olympijských her v Moskvě z roku 1980. Pětkrát získala se Slávií titul mistryně Československa. V letech 1985 až 1989 opakovaně vyhlášena nejlepší pozemářkou Československa. Po ukončení aktivní kariéry trenérkou pozemních hokejistek pražské Slavie.